# La Salle Parish
Das La Salle Parish (frz.: Paroisse de La Salle) ist ein Parish im Bundesstaat Louisiana der Vereinigten Staaten. Bei der Volkszählung im Jahr 2020 hatte das Parish 14.791 Einwohner und eine Bevölkerungsdichte von 9,2 Einwohnern je Quadratkilometer. Der Sitz der Parish-Verwaltung (Parish Seat) ist Jena.

## Geographie
Das Parish liegt nordwestlich des geografischen Zentrums von Louisiana, ist im Osten etwa 60 km von Mississippi, im Norden etwa 120 km von Arkansas entfernt und hat eine Fläche von 1716 Quadratkilometern, wovon 100 Quadratkilometer Wasserfläche sind. Es grenzt an folgende Parishes:
| Winn Parish    | Caldwell Parish  |                  |
| Grant Parish   |                  | Catahoula Parish |
| Rapides Parish | Avoyelles Parish |                  |

## Geschichte

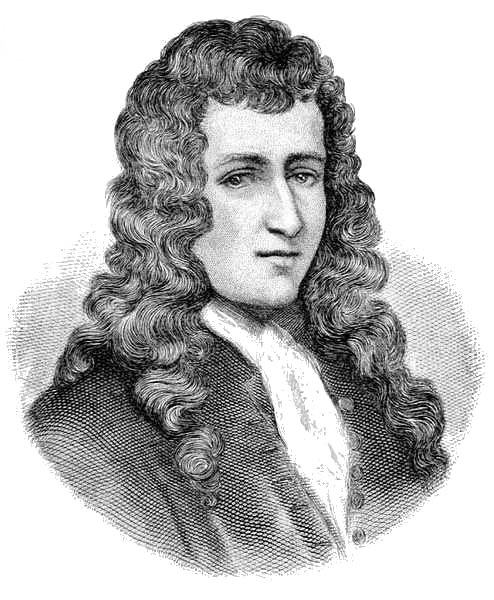
La Salle

La Salle Parish wurde 1908 aus Teilen des Catahoula Parish gebildet. Der Name geht zurück auf Robert Cavelier de La Salle.
Drei Bauwerke und Stätten des Parish sind im National Register of Historic Places eingetragen (Stand 5. November 2017).

## Demografische Daten
Nach der Volkszählung im Jahr 2000 lebten im La Salle Parish 14.282 Menschen in 5.291 Haushalten und 3.798 Familien. Die Bevölkerungsdichte betrug 9 Einwohner pro Quadratkilometer. Ethnisch betrachtet setzte sich die Bevölkerung zusammen aus 86,13 Prozent Weißen, 12,20 Prozent Afroamerikanern, 0,64 Prozent amerikanischen Ureinwohnern, 0,18 Prozent Asiaten, 0,01 Prozent Bewohnern aus dem pazifischen Inselraum und 0,20 Prozent aus anderen ethnischen Gruppen; 0,64 Prozent stammten von zwei oder mehr Ethnien ab. 0,82 Prozent der Bevölkerung waren spanischer oder lateinamerikanischer Abstammung, die verschiedenen der genannten Gruppen angehörten.
Von den 5.291 Haushalten hatten 33,6 Prozent Kinder und Jugendliche unter 18 Jahre, die bei ihnen lebten. 59,0 Prozent waren verheiratete, zusammenlebende Paare, 9,8 Prozent waren allein erziehende Mütter, 28,2 Prozent waren keine Familien, 25,7 Prozent waren Singlehaushalte und in 13,0 Prozent lebten Menschen im Alter von 65 Jahren oder darüber. Die Durchschnittshaushaltsgröße betrug 2,52 und die durchschnittliche Familiengröße lag bei 3,03 Personen.
Auf das gesamte Parish bezogen setzte sich die Bevölkerung zusammen aus 26,1 Prozent Einwohnern unter 18 Jahren, 9,4 Prozent zwischen 18 und 24 Jahren, 27,2 Prozent zwischen 25 und 44 Jahren, 22,6 Prozent zwischen 45 und 64 Jahren und 14,8 Prozent waren 65 Jahre alt oder darüber. Das Durchschnittsalter betrug 36 Jahre. Auf 100 weibliche kamen statistisch 100,3 männliche Personen. Auf 100 Frauen im Alter von 18 Jahren oder darüber kamen 97,2 Männer.
Das jährliche Durchschnittseinkommen eines Haushalts betrug 28.189 USD, das Durchschnittseinkommen der Familien betrug 36.197 USD. Männer hatten ein Durchschnittseinkommen von 27.431 USD, Frauen 19.697 USD. Das Prokopfeinkommen betrug 14.033 USD. 14,9 Prozent der Familien 18,7 Prozent der Bevölkerung lebten unterhalb der Armutsgrenze. Davon waren 23,7 Prozent Kinder oder Jugendliche unter 18 Jahre und 18,9 Prozent waren Menschen über 65 Jahre.

## Orte im Parish
- Blade
- Fellowship
- Flat Creek
- Good Pine
- Jena
- Little Creek
- Nebo
- Olla
- Pleasant Ridge
- Rogers
- Rosefield
- Routon
- Searcy
- Standard
- Summerville
- Trout
- Tullos1
- Urania
- Whatley Landing
- White Sulphur Springs
- Zenoria

1 – teilweise im Winn Parish